# Paul Moor (Pädagoge)

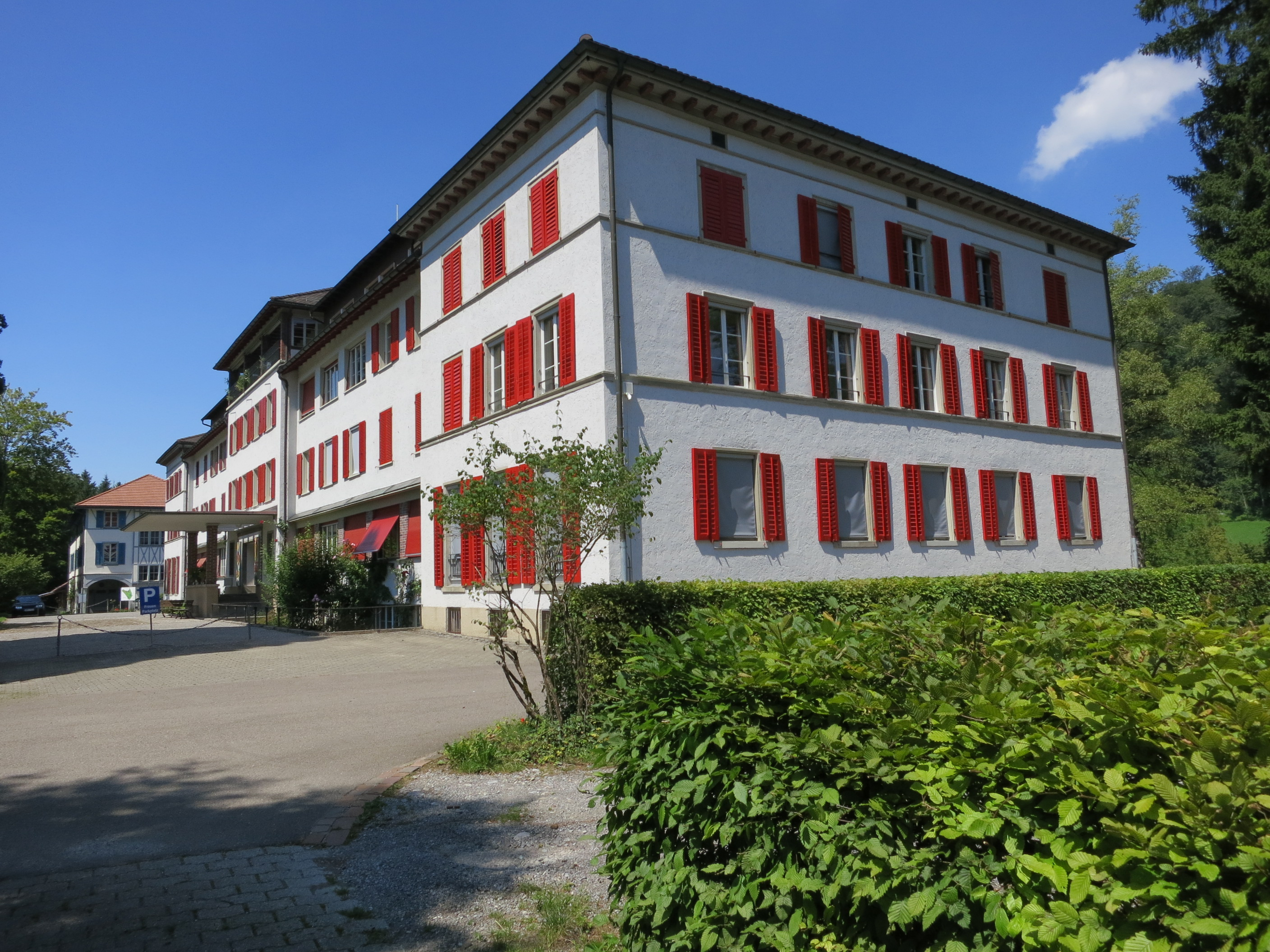
Landerziehungsheim Albisbrunn

Paul Moor (* 27. Juli 1899 in Basel; † 16. August 1977 in Meilen) war ein Schweizer Heilpädagoge.

## Leben und Wirken
1924 promovierte Moor in Mathematik und unterrichtete zwei Jahre an einer Mittelschule. Angeregt durch psychologische Studien bei Paul Häberlin wurde er 1929 Schüler bei Heinrich Hanselmann. Danach leitete er gemeinsam mit seiner Frau das Kinderheim Schloss Ketschendorf (mit „25 psychopathischen Knaben und Mädchen“) in der Nähe von Fürstenwalde. 
1931 übernahm Moor die Leitung der gerade eröffneten Beobachtungsstation des Landerziehungsheimes Albisbrunn in Hausen am Albis. 1933 nahm er seine pädagogischen und psychologischen Studien wieder auf, wurde Hanselmanns Assistent und promovierte im Herbst 1935 an der Universität Zürich. Thema seiner Dissertation war Die Verantwortung im heilpädagogischen Helfen.
Von 1940 bis 1961 leitete Moor das von Hanselmann mitbegründete Heilpädagogische Seminar (HPS) in Zürich und übernahm 1951 auch den Lehrstuhl für Heilpädagogik an der Universität Zürich als außerordentlicher Professor. 1942 habilitierte er sich mit einer Schrift über die Theoretische Grundlegung einer Heilpädagogischen Psychologie. Kernstück von Moors kohärenten heilpädagogischen Theorie war die Idee eines „inneren Haltes“ und die Frage, wie entwicklungsgehemmten Kindern ein äusserer Halt vermittelt werden kann, der diese auch zum inneren Halt finden lässt. Moor genoss internationalen Ruf und war ab 1955 mehrere Jahre Präsident der Internationalen Gesellschaft für Heilpädagogik. 1968 wurde Moor emeritiert und lebte bis zu seinem Tod am Zürichsee. Paul Moor veröffentlichte etwa 100 Schriften, darunter 1965 das verbreitete Lehrbuch Heilpädagogik.

### Moors heilpädagogische Grundregeln
1. „Wir müssen das Kind verstehen, bevor wir es erziehen... Wo immer ein Kind versagt, haben wir nicht nur zu fragen: Was tut man dagegen? Pädagogisch wichtiger ist die Frage: Was tut man dafür? Nämlich für das, was werden sollte und werden könnte... Wir haben nie nur das entwicklungsgehemmte Kind als solches zu erziehen, sondern immer auch seine Umgebung... Alle die keinen inneren Halt besitzen, brauchen Menschen, die ihrerseits einen inneren Halt besitzen, als äußeren Halt. Dieser kann aus Strukturen, Lebensfreude, Hilfe bei der Lebensgestaltung und Alltagsbewältigung bestehen.“
2. „Nicht gegen den Fehler, sondern für das Fehlende“ „... und es dürfte einer der wichtigsten Grundsätze der Heilpädagogik sein und bleiben, eben nicht nur die Symptome zu bekämpfen und rasch zu beseitigen (so wie der Arzt bei Masern nicht die roten Flecken direkt angeht), sondern das Kind zu heilen, indem man alles tut, dass es ihm wieder besser geht.“
3. „Nicht nur das Kind, auch seine Umgebung ist zu erziehen.“

## Ehrungen
- 1979: Benennung der Paul-Moor-Schule in Landau[1]
- 1983: Benennung der Frerener Sonderschule in Paul-Moor-Schule[2]
- 1999:  Nach ihm wurde auch die LVR-Paul-Moor-Schule, Schule für Kranke, in Bedburg-Hau benannt.[3]
- 2010: Benennung des Sonderpädagogischen Förderzentrums in Nürnberg in Paul-Moor-Schule[4]
- Außerdem  trägt die Förderschule Paul-Moor-Schule in Kusel seinen Namen.[5]

## Schriften (Auswahl)
- Heilpädagogische Psychologie [2 Bde.]. Huber, Bern 1951/1958.
- Heinrich Hanselmann. Nachruf. Fachblatt für schweizerisches Anstaltswesen. Band 31, Heft 4 1960.[6]
- Heilpädagogik. Ein pädagogisches Lehrbuch. Huber, Bern [u. a.] 1965.
- Kinderfehler, Erzieherfehler. Huber, Bern [u. a.] 1969.
- Reifen, Glauben, Wagen. Menschwerdung durch Erziehung. Theologischer Verlag, Zürich 1981.